# Odonellia
Odonellia – rodzaj roślin z rodziny powojowatych (Convolvulaceae). Obejmuje dwa gatunki. Rośliny te wyodrębnione zostały w randze rodzaju w 1982, wcześniej klasyfikowane były do rodzaju Jacquemontia. Rośliny te rosną w tropikalnej części kontynentów amerykańskich.

## Morfologia
Pnącza o tęgich, owłosionych pędach. Sztywne, nierozgałęzione włoski pokrywają łodygę, liście, przysadki i działki kielicha. Liście ogonkowe, skrętoległe, o blaszce jajowatej, sercowato wciętej u nasady i zaostrzonej na wierzchołku. Kwiaty skupione w główkowate kwiatostany, wsparte przysadkami eliptycznymi lub jajowatymi. Korona kwiatu lejkowata, na kantach owłosiona. Zalążnia owłosiona, dwukomorowa, z czterema zalążkami. Owocem jest torebka zawierająca gładkie nasiona.

## Systematyka
Rodzaj z plemienia Aniseieae z podrodziny Convolvuloideae Burnett  z rodziny powojowatych Convolvulaceae, dawniej zaliczany do brezylkowatych Caesalpiniaceae.  
Wykaz gatunków
- Odonellia eriocephala (Moric.) K.R. Robertson
- Odonellia hirtiflora (M. Martens & Galeotti) K.R. Robertson